# Брзо клизање на Зимским олимпијским играма 1924 — 1.500 метара за мушкарце
Трка у дисциплини брзог клизања на 1.500 метара на Зимским олимпијским играма 1924. у Шамонију одржана је у недељу, 27. јануара 1924.
Учествовала су 22 клизача из 9 земаља.

## Освајачи медаља
| Злато                 | Сребро                  | Бронза                 |
| Клас Тумберг · Финска | Роалд Ларсен · Норвешка | Сигурд Моен · Норвешка |

## Рекорди пре почетка такмичења
26. јануар 1924.
| Светски пекорд    | 2:17,4(*)                      | Оскар Матисен · Норвешка       | Давос, Швајцарска              | 17. јануар 1914.               |                                |
| Олимпијски рекорд | први пут на олимпијским играма | први пут на олимпијским играма | први пут на олимпијским играма | први пут на олимпијским играма | први пут на олимпијским играма |

(*) Рекорд је постављен у месту на висини (више од 1000 метара надморске висине) и на природно замрзнутом леду.

## Резултати
| Место | Такмичар            | Земља                     | Време  |
| ----- | ------------------- | ------------------------- | ------ |
|       | Клас Тумберг        | Финска                    | 2:20,8 |
|       | Роалд Ларсен        | Норвешка                  | 2:22,0 |
|       | Сигурд Моен         | Норвешка                  | 2:25,6 |
| 4     | Јулијус Скутнаб     | Финска                    | 2:26,6 |
| 5     | Харалд Стрем        | Норвешка                  | 2:29,0 |
| 6     | Оскар Олсен         | Норвешка                  | 2:29,2 |
| 7     | Хари Каски          | Сједињене Америчке Државе | 2:29,8 |
| 8     | Чарлс Џутро         | Сједињене Америчке Државе | 2:31,6 |
| 8     | Џо Мур              | Сједињене Америчке Државе | 2:31,6 |
| 10    | Албертс Румба       | Летонија                  | 2:32,0 |
| 11    | Чарлс Горман        | Канада                    | 2:35,4 |
| 12    | Бил Стајнмец        | Сједињене Америчке Државе | 2:36,0 |
| 13    | Аксел Бломквист     | Шведска                   | 2:36,4 |
| 14    | Леонар Кваља        | Француска                 | 2:37,0 |
| 15    | Леон Јуцевич        | Пољска                    | 2:42,6 |
| 16    | Андре Жегу          | Француска                 | 2:54,4 |
| 17    | Гастон ван Хазебрук | Белгија                   | 2:54,8 |
| 18    | Жорж де Вилд        | Француска                 | 2:55,0 |
| 19    | Луис де Ридер       | Белгија                   | 3:01,8 |
| 20    | Филип ван Волксом   | Белгија                   | 3:14,6 |
| 21    | Марсел Моен         | Белгија                   | 3:16,8 |
| -     | Асер Валенијус      | Финска                    | DNF    |